# PKP E.151–158
Die E.151–158 waren Elektrolokomotiven der Polnischen Staatseisenbahnen. Sie wurden von 1951 bis 1952 bei ASEA gebaut und vorrangig auf den elektrifizierten Netzen in Warschau und Łódź eingesetzt.
Die Lokomotiven waren bis 1974 im Einsatz. Die EP03-01 in Chabówka und die EP03-08 in Skierniewice sind als fahrfähige Exponate erhalten.

## Geschichte
Nach dem Ende des Zweiten Weltkrieges wollten die Polnische Staatseisenbahn PKP die Elektrifizierung weiterer Strecken vorantreiben und schloss einen Vertrag mit der schwedischen Firma ASEA ab. Es wurde die Lieferung von Ausrüstungsteilen für die Elektrifizierung der Gegend um Warschau, der Bau von 44 elektrischen Triebwagen sowie 8 Elektrolokomotiven sowie der kompletten Infrastruktur der Strecken mit sechs Unterwerken und den dazu zugehörigen Schaltwerken vereinbart.
Da ASEA keine Erfahrung mit dem Bau von Elektrolokomotiven für Gleichspannung hatte, musste sie für diesen Auftrag General Electric zu Rate ziehen.
Die acht Lokomotiven wurden von 1951 bis 1952 ausgeliefert. Das Leistungsprogramm sah die Förderung von einem Zug mit 500 t Last mit 100 km/h vor. Zunächst im Raum Warschau eingesetzt, kamen sie nach Fortschreiten der Elektrifizierung im Raum Łódź um Depot Łódź Olechown.

## EP03 01–08
Nach 1958 wurden die  Lokomotiven nach der neuen Norm als EP03 01–08 geführt. Mit der Ablieferung der neuen EU04, EU05 und EU06 wanderten sie vom Schnellzugdienst in den Personenzugdienst ab.
Sie blieben bis 1974 im Einsatz, später wurden zwei Lokomotiven an Eisenbahnmuseen übergeben und als fahrfähige Museumsfahrzeuge wieder hergerichtet. Die EP03-01 steht in Chabówka und die EP03-08 im Ringlokschuppen Skierniewice. Beide werden von privaten Vereinen betrieben.

## Konstruktion
Der Lokkasten war in Niettechnik hergestellt. Die Zug- und Stoßeinrichtung war auf den Kopfträgern der Drehgestelle angeordnet. Die Lokomotiven hatten mit vier Fahrmotoren vom Typ LIB-117 eine Dauerleistung von 1.620 kW. Diese waren als Tatzlager-Motoren ausgelegt.